# 산로마노 전투
산로마노 전투(Battaglia di San Romano)는 1432년 6월 1일 피렌체 외각에서 30마일 떨어진 곳에서 니콜로 다 톨렌티노가 이끄는 피렌체 공화국군과 프란체스코 피치니노가 이끄는 시에나 공화국군 사이에 벌어진 전투이다. 전투의 결과는 보통 피렌체가 유리했다고 여겨지지만 시에나의 연대기에서는 자신들의 승리라고 여긴다. 1430년대에 들어 피렌체는 경쟁 도시 국가 루카와 그들의 동맹인 시에나, 밀라노 등과 분쟁을 벌였다.
피렌체는 기병 4,000명, 보병 2,000명을 배치했다. 전투는 중기병들의 전투로 구성된 6-7시간 동안 지속됐다. 미켈레토 아텐돌로가 이끄는 후발 기병대의 개입으로 전투의 결과가 결정났다.

## 그림
산로마노 전투는 이탈리아 르네상스 시대 예술가 파올로 우첼로가 그린 세 점의 그림에서 묘사됐다: 《산로마노 전투》. 오늘날 3점의 그림은 분리되어 런던, 파리, 피렌체의 미술관에 위치해있다:
- 《Niccolò Mauruzi da Tolentino at the Battle of San Romano》 (1438년–1440년 사이 측정), 호두 기름과 아마인 기름을 혼합한 에그 템페라, 182 x 320 cm, 런던 내셔널 갤러리 소장.[1]
- Niccolò Mauruzi da Tolentino unseats Bernardino della Ciarda at the Battle of San Romano》 (1435년에서 1455년 사이로 측정), 목제판, 182 x 320 cm, 피렌체 우피치 미술관 소장.
- 《The Counterattack of Michelotto da Cotignola at the Battle of San Romano》 (1455년대 작 추정), 목제판, 182 x 317 cm, 파리 루브르 박물관 소장.